# ليزلي جود
ليزلي جود (بالإنجليزية: Lesley Judd)‏ هي مقدمة تلفزيونية بريطانية، ولدت في 20 ديسمبر 1946 في لندن في المملكة المتحدة.

## وصلات خارجية
- ليزلي جود على موقع IMDb (الإنجليزية)
- ليزلي جود على موقع ديسكوغز (الإنجليزية)
- ليزلي جود على موقع قاعدة بيانات الفيلم (الإنجليزية)